# Farid Adly
Farid Adly, (pseudonimo di Ibrahim Alì Kashbur) (Bengasi, 5 agosto 1947), è uno scrittore e giornalista libico.
Direttore di ANBAMED, è stato per alcuni anni collaboratore con varie testate giornalistiche cartacee (quali il Corriere della Sera, l'Unità ed il Manifesto) e radiofoniche (come Radio Popolare). Ha pubblicato saggi, racconti e poesie, in italiano e arabo.

## Biografia
Farid Adly nasce il 5 agosto 1947 a Bengasi, in Libia, dove trascorre tutta la sua infanzia ed adolescenza.
Nel 1966 vince una borsa di studio per studiare in Italia. Dopo un anno trascorso all'Università per stranieri di Perugia per imparare la lingua italiana, si iscrive al Politecnico di Milano per intraprendere il corso di laurea in ingegneria.
Durante gli anni della formazione universitaria diventa presidente del Movimento degli studenti libici in Europa (GULS).
Negli anni '70 si avvicina ideologicamente al PCI ed inizia la sua attività giornalistica, collaborando con i Quaderni del Medio Oriente, rivista diretta da Arturo Schwarz, Il Quotidiano dei Lavoratori, diretto da Silverio Corvisieri e Al Hourriah, settimanale arabo di Beirut. Inoltre dirige le riviste al-Sharara (La Scintilla) in italiano e Attariq in arabo.
Negli anni '80 porta avanti il progetto di Radio Shaabi, trasmissione radiofonica in arabo di Radio Popolare. (in questi due collegamenti, la rievocazione della prima trasmissione radiofonica in lingua araba in Italia ).
Durante questo periodo è stato il segretario milanese della Lega per i Diritti e la Liberazione dei Popoli.
Ha pubblicato vari racconti sull'annuario di Radio Popolare (1986 e 1987).
Nel 1999 si trasferisce in Sicilia e fonda ANBAMED, agenzia stampa bilingue in italiano e arabo, la quale viene ospitata durante la guerra in Iraq sul sito del Corriere delle Sera, ottenendo forte apprezzamento di critica e pubblico.
È stato costante il suo impegno di solidarietà con le lotte di liberazione dei popoli oppressi, ma allo stesso tempo è stato forte il suo rifiuto della guerra e del terrorismo. Nel 2001, dopo l'attacco terroristico alle Torri Gemelle ha pubblicato un appello intitolato: "Occidentali, non vendeteci più armi".
Nello stesso anno, ha lanciato in Italia la campagna per la salvezza di Safya Hussaini Tudu, la donna nigeriana condannata a morte per lapidazione, perché rimasta incinta dopo aver subito uno stupro.
La campagna è stata amplificata da un appello dell'on. Ettore Masina ed altri, da un rilancio del blog di Dario Fo e dalla rubrica Amaca di Michele Serra sul quotidiano La Repubblica.
Nel 2002 ha dichiarato, in una lettera aperta indirizzata al presidente del Consiglio italiano, l'obiezione di coscienza contro le impronte digitali, imposte ai cittadini stranieri dal governo con la legge Bossi-Fini.
(testo integrale della lettera: )
Nel 2003, dopo l'attentato di Nassiriya, in Iraq, ha pubblicato l'appello contro il terrorismo: "Ora basta, ogni nostro ulteriore silenzio è complice!".
Nel 2005 riceve varie minacce di morte di stampo mafioso per aver denunciato delle discariche abusive nel comune di Acquedolci (ME).
È coautore nel 2005 di "Migrantemente" (EMI).
Ha partecipato al progetto di solidarietà con i bambini di strada in Brasile, con un racconto pubblicato nel libro "Io vorrei..."(Condé Nast).
Nel 2005 il Cospe gli ha conferito il premio per la multiculturalità nei media con la seguente motivazione: "per l’apertura di nuove prospettive nell'informazione, il contributo al dialogo e alla diffusione del pluralismo culturale nei media”.
Nell'ottobre del 2008 ha ottenuto il premio "Mare Nostrum" della città di Viareggio.
Nel 2011 è coautore insieme ad altre eminenti personalità di Nuove Lettere Persiane (Ediesse), una raccolta di racconti con le illustrazioni di Zerocalcare.
Nel 2012 viene insignito del Premio Testimone di Pace nella sezione Informazione per l'intensa attività svolta durante la primavera araba. Pubblica inoltre il saggio La Rivoluzione Libica (Il Saggiatore).
Il 23 Marzo 2019 ha ricevuto dalle mani della Presidente Nazionale dell'ARCI, Francesca Chiavacci, il premio giornalistico Prato Città Aperta, insieme allo scrittore Kossi A Komla-Ebri (Letterature), Gad Lerner (Diritti), Diego Bianchi e Massimo Biancalan (Solidarietà), Stefano Piccolo (Fumetto) e Agim Sulay (Vignettista)
Dal 2010 ha ricoperto la carica di coordinatore del Circolo “Giacomo Matteotti” del Partito Democratico di Acquedolci e coordinato i lavori dei seggi per le Primarie Dem svoltesi nel comune nebroideo.
Dal 2013 al 2014 ha collaborato al progetto Arab Media Report promosso dall’associazione internazionale per il dialogo tra le culture Reset-Dialogues on Civilizations.
Nel 2015 cura il catalogo "Artisti per Gaza" (ACM Editore), la quale fa riferimento ad una mostra itinerante organizzata dall'Associazione Culturale Mediterraneo, di cui è presidente, alla quale hanno partecipato insigni artisti e vignettisti del calibro di Dario Fo, Sergio Staino e Vauro.
Ha curato, insieme a Michela Dazzi ed Anita Magno, il volume-catalogo "Al di là di sé, le opere di Vincenzo Dazzi per i bambini di Gaza" - Mesogea editrice - 2017.
Nel 2017 pubblica il saggio Capire il Corano (Tam editore), dove analizza con un approccio laico il testo sacro islamico.

## Opere

### Narrativa
- A.V. "Nuove Lettere Persiane" (Ediesse, 2011)
- A.V. "Io vorrei..." (Condé Nast, 2004)

### Saggistica
- La Rivoluzione Libica, Dall'insurrezione di Bengasi alla morte di Gheddafi (Il Saggiatore, 2012)
- Capire il Corano (Tam Editore, 2017)
- A.V. "Migrantemente" (EMI, 2005)